# Małgorzata Grajcar
Małgorzata Grajcar-Cieślak  (phát âm tiếng Ba Lan: [mawɡɔˈʐata ˈɡrajtsar ˈtɕɛɕlak]) là một cựu vũ công trượt băng người Ba Lan. Bà giành huy chương đồng trong cuộc thi Trượt băng Quốc tế Canada năm 1990 và 3 lần về nhất giải vô địch quốc gia Ba Lan.

## Sự nghiệp
Grajcar và Andrzej Dostatni là cặp đôi trượt băng nghệ thuật, tham gia Giải vô địch Ba Lan trong mùa giải 1988–89.  Sau khi giành chiến thắng, họ tham gia giải Vô địch Châu Âu 1989 tại Birmingham, Anh (xếp thứ 9); Giải vô địch thế giới năm 1989 tại Paris, Pháp (xếp thứ 16).
Mùa giải tiếp theo, cặp VĐV Grajcar, Dostatni tiếp tục giành giải vô địch quốc gia. Họ xếp thứ 10 tại Giải vô địch châu Âu năm 1990 tổ chức tại Leningrad, Liên Xô; xếp thứ 13 tại Giải vô địch thế giới năm 1990 tổ chức tại Halifax, Nova Scotia, Canada.
Trong mùa giải 1990–91, Grajcar / Dostatni giành HCĐ tại Giải Trượt băng Canada Quốc tế năm 1990 và xếp thứ 5 tại Giải Trượt băng Mỹ 1990.
Grajcar-Cieślak làm giám khảo cho các cuộc thi trượt băng nghệ thuật tại Ba Lan.

## Thành tích
(cùng với Dostatni) 
| Quốc tế                                     | Quốc tế    | Quốc tế    | Quốc tế         |
| Cuộc thi                                    | 1988–89    | 1989–90    | 1990–91         |
| ------------------------------------------- | ---------- | ---------- | --------------- |
| Giải vô địch trượt băng nghệ thuật thế giới | Xếp thứ 16 | Xếp thứ 13 | Xếp thứ 13      |
| Giải vô địch trượt băng nghệ thuật Châu Âu  | Xếp thứ 9  | Xếp thứ 10 |                 |
| Giải Trượt băng Mỹ                          |            | Xếp thứ 8  | Xếp thứ 5       |
| Giải Trượt băng Canada                      |            |            | Xếp thứ 3 (HCĐ) |
| Quốc gia                                    |            |            |                 |
| Giải vô địch trượt băng nghệ thuật Ba Lan   | Vô địch    | Vô địch    | Vô địch         |